# Dieppe Bay
Dieppe Bay – miasto w Saint Kitts i Nevis, na wyspie Saint Kitts; 600 mieszkańców (2006). Stolica parafii Saint John Capisterre. Jest to najstarsze miasto na Karaibach, założone przez Europejczyków w 1538 roku.